# Donna D'Errico
Donna D'Errico, née le 30 mars 1968 à Dothan dans l'Alabama, est un modèle de charme et une actrice américaine.
Elle fut choisie pour être la Playmate du Mois du magazine Playboy en septembre 1995.
Donna est surtout connue pour son rôle dans Alerte à Malibu.
On a[style à revoir] aussi pu l'apercevoir dans Candyman: Day of the Dead.

## Biographie
Donna est la fille d'un militaire de carrière, ancien du Vietnam, basé près de Columbus où elle passe une enfance protégée, avec une éducation religieuse.
Sa scolarité se déroule dans un établissement privé catholique, la Pacelli High School de Columbus. Elle commence par tenir un magasin de bijoux à Columbus avant de partir s'installer à Las Vegas et d'y diriger une compagnie de limousines taxis, qu'elle conduit parfois elle-même. 
C'est dans un magasin d'alimentation qu'elle est remarquée par un émissaire du magazine Playboy, et elle finit par être photographiée par Richard Fegley en tant que Playmate, Miss septembre 1995, bien que fréquentant régulièrement l'église et appréciant de lire la Bible. D'ailleurs, elle y a été encouragée par sa sœur aînée, Mary, ainsi que par sa mère, toutes deux enthousiasmées par cette idée.
Ses mensurations à 27 ans, en tant que playmate : 1,65 m pour 50 kg, 86-56-86 (poitrine-taille-hanches). 
Son apparition dans Playboy lui permet d'entamer une carrière d'actrice dont elle rêve depuis longtemps, et particulièrement dans la série Alerte à Malibu (Baywatch), bien qu'elle soit une médiocre nageuse.
Donna D'Errico a été mariée à Nikki Sixx, le bassiste du groupe de rock Mötley Crüe qui avait été marié une première fois à la playmate Brandi Brandt, miss octobre 1987 et en a eu trois enfants.

Donna d'Errico et Nikki ont eu une fille, Frankie-Jean. Ils se sont séparés peu de temps après la naissance de Frankie-Jean, se sont réconciliés mais ont divorcé en juin 2007 après neuf ans de mariage, Donna ayant fait état de désaccords insurmontables,.
Donna est ensuite, malgré tout, redevenue une catholique fervente qui assiste toutes les semaines à la messe et récite chaque soir le rosaire avec ses enfants. Lorsqu'on l'interroge sur sa foi retrouvée en comparaison de sa carrière passée, elle répond : « J'ai fait des erreurs et des choix dans le passé, que je ne referais pas aujourd'hui. C'est un chapitre de ma vie sur lequel j'ai refermé la porte. Il me semble qu'il s'agit d'une autre personne. Ce n'est plus ce que je suis aujourd'hui » .
En 2011, Donna déclare qu'elle se prépare à réaliser un vieux rêve : escalader le mont Ararat en Turquie à la recherche des restes de l'Arche de Noé. Dans la même interview, elle déclare qu'elle prépare aussi une émission sur la cuisine, également le rêve de toute sa vie.  Elle escalade le mont Ararat pendant l'été 2012, retournant aux États-Unis au mois d'août. Bien qu'elle ait pu accomplir ce qu'elle s'était promis de réaliser, elle a fait une grave chute, vers la fin de la randonnée, à la suite de laquelle elle a été sévèrement blessée.
En juin 2019, elle rompt avec Donald "DJ" Friese, son compagnon depuis avril 2018, rupture qui l'a grandement affectée.

## Filmographie
- 1996-1997 : Un privé à Malibu (Mitch Buchannon) (série télévisée, 34 épisodes) : Donna Marco
- 1996-1998 : Alerte à Malibu (Baywatch) (série télévisée, 44 épisodes) : Donna Marco
- 1997 : Flic de mon cœur (The Big Easy) (série télévisée, 1 épisode Heavenly Body) : Eve Davenport
- 1997 : Sabrina, l'apprentie sorcière (Sabrina, the Teenage Witch) (série télévisée, 2 épisodes) : Nurse Nancy / Carol
- 1998 : Baywatch: White Thunder at Glacier Bay (vidéofilm) de Douglas Schwartz : Donna Marco
- 1998 : Nick Freno: Licensed Teacher (série télévisée, 4 épisodes) : Samantha
- 1998 : Men in White (titre québécois Des hommes en blanc) (téléfilm) de Scott P. Levy: secrétaire de presse
- 1998 : Holding the Baby (série télévisée, 1 épisode Looking for Mr. Hoppity) : Heather
- 1999 : Candyman 3 : Le Jour des morts (Candyman: Day of the Dead) (vidéofilm) de Turi Meyer : Caroline McKeever
- 2000 : BattleBots (série télévisée) : Hôte
- 2002 : Austin Powers dans Goldmember (Austin Powers in Goldmember, titre québécois Austin Powers contre l'homme au membre d'or) de Jay Roach : La vendeuse aux gros melons.
- 2002 : Embrassez la mariée ! (Kiss the Bride) de Vanessa Parise : Officier Daisy
- 2004 : Comic Book: The Movie (vidéofilm) de Mark Hamill : Liberty Lass/Papaya Smith
- 2004 : Reno 911, n'appelez pas ! (série télévisée, 1 épisode Department Investigation: Part 2) : New Johnson - Député Barbara Cooper
- 2006 : Celebrity Paranormal Project (série télévisée, 1 épisode In Sanatorium) :
- 2007 : Intervention de Mary McGuckian : Pamela
- 2008 : Inconceivable de Mary McGuckian : Elsa Roxanne Gold
- 2010 : The Making of Plus One de Mary McGuckian : Frances Money - l'avocate
- 2016 : Roadies de Cameron Crowe (série télévisée) : Roberta Aka Red Velevet[9]
- 2021 : Jeu de survie (Survive the Game) de James Cullen Bressack :  Carly

## Apparitions dans les numéros spéciaux dePlayboy
- Playboy's Centerfolds of the Century Mai 2000 page 37
- Playboy's Celebrating Centerfolds Vol. 2 mai 1999 page 54-57
- Playboy's Playmate Tests Novembre 1998 page 34-39
- Playboy's Nude Playmates Juillet 1997 page 60,61
- Playboy's Nudes Decembre 1996 page 66,67
- Playboy's Playmate Review Juillet 1996 page 66-73

## Sources
- Gretchen Edgren (trad. de l'anglais par Tom Morrow; Lien), Le livre des Playmates : Six décennies de charme [« The Playmate Book: Six Decades of Centerfolds »], Köln/London/Paris etc., Taschen GmbH, 2005, 472 p. (ISBN 3-8228-4385-7) page 300